# 보이시

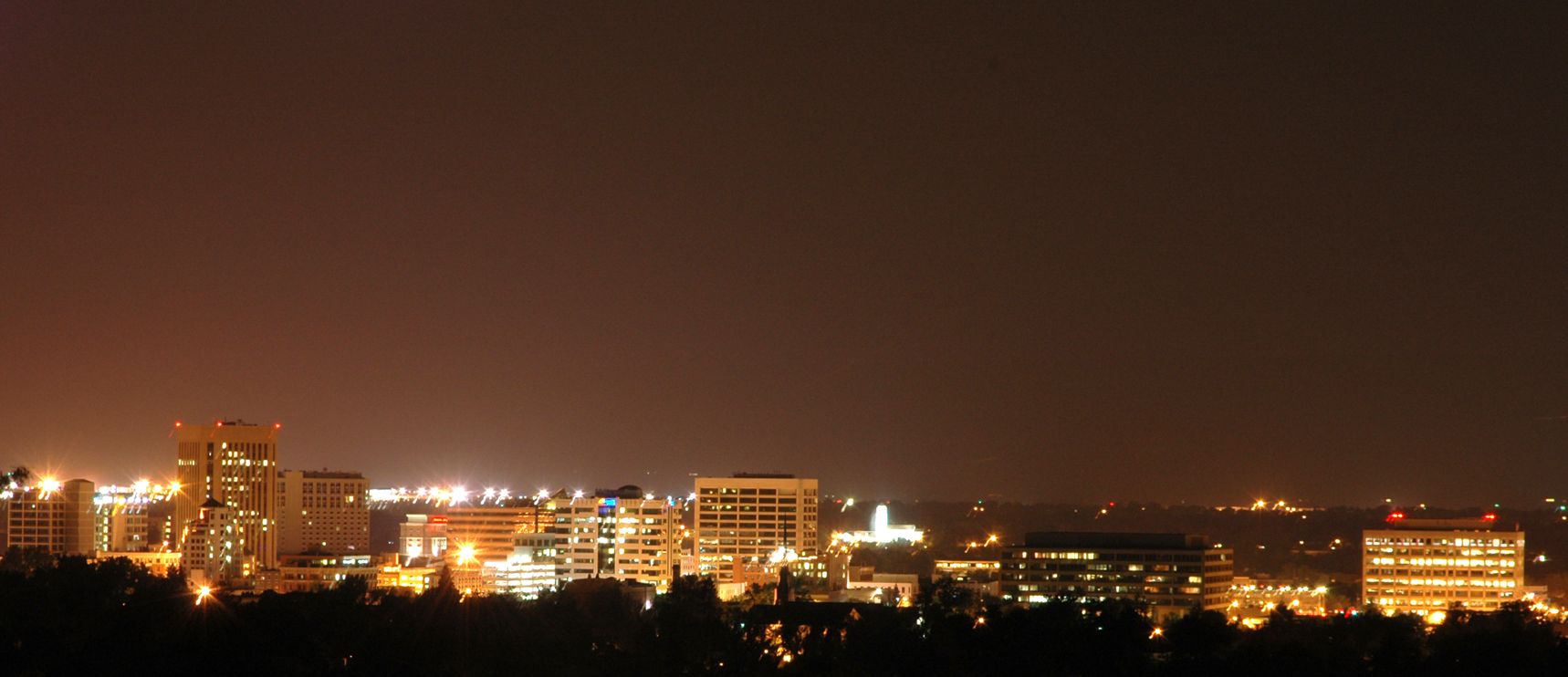
보이시

보이시(Boise, 프랑스어: Boise)는 미국 아이다호주 서부에 있는 아이다호주의 주도이고, 아다군의 군청 소재지이다. 로키산맥 북부의 근거인 보이시 강에 걸쳐있다. 보이시는 프랑스어로 "삼림이 많은" 뜻인 bois(부아)에서 유래되었다. 프랑스계 캐나다인 모피 사냥꾼들이 1800년대 초반에 이 지역에 들어왔다. 그들이 강에 그 둑에 나무들이 서있던 이유로 그 이름을 주었다. 보이시의 별명은 "나무의 도시"이다.
연방 대리인들이 보이시에서 지방 사무실들을 유지하고 있고, 정부 - 연방, 주, 지방 자체들은 도시의 가장 큰 고용주이다. 어떤 주식 회사들은 보이시에 본부를 가지고 있다. 이 회사들은 컴퓨터의 마이크로칩 제조, 건설, 식품 가공, 목재 제품 산업 등을 포함한다.
문화적 목적지로는 보이시 미술관, 아이다호 역사 박물관, 보이시 동물원 등이 있다.
백인 정착자들이 도착하기 전에는 쇼쇼네, 파이우테 인디언들이 현재의 보이시에 살고 있었다. 1862년에는 산 근처에서 금이 발견되었고, 광부들이 그 지역으로 쏟아져 들어왔다. 1863년에는 오리건 트레일의 교차로와 보이시 산의 황금 길에 미국 육군이 보이시 요새를 세워 도시를 배치하는 데 도움을 주었다. 1864년에 아이다호 영토의 수도가 되었다.
세계의 여러 나라들에서 근로자들이 곧 보이시 지역에 들어왔다. 멕시코의 노새 마부들이 보이시를 금이 풍부한 로키산맥 북부의 공급지로 만들었고, 광둥의 광부들은 중국인의 식당과 세탁소를 지었다. 물을 끌어들이는 운하와 오리건 쇼트 라인 철도 공사는 일본인, 그리스인, 아일랜드인, 스칸디나비아인들을 데려왔다. 독일인들은 맥주 양조와 화려한 건축물을 가져왔다. 스페인 북부에서 온 수백명의 바스크인들이 1800년대 후반에 아이다호에 정착하였다.
도시의 경제는 농부들이 보이스 강 유역에 물을 끌어들인 지역에 이주하면서, 농업으로 방향을 바꾸었다. 도시의 인구는 1900년에 6,000명에서 1910년에 17,000명 이상으로 번창하였다. 1960년까지만 해도 보이시는 약 34,000명의 사람들이 살고 있었다. 1960년대에 도시가 외곽의 지역들을 합치면서 인구는 두배 이상으로 늘어났다.

## 기후
| 보이시 (보이시 공항)의 기후                                                                    | 보이시 (보이시 공항)의 기후 | 보이시 (보이시 공항)의 기후 | 보이시 (보이시 공항)의 기후 | 보이시 (보이시 공항)의 기후 | 보이시 (보이시 공항)의 기후 | 보이시 (보이시 공항)의 기후 | 보이시 (보이시 공항)의 기후 | 보이시 (보이시 공항)의 기후 | 보이시 (보이시 공항)의 기후 | 보이시 (보이시 공항)의 기후 | 보이시 (보이시 공항)의 기후 | 보이시 (보이시 공항)의 기후 | 보이시 (보이시 공항)의 기후 |
| 월                                                                                             | 1월                         | 2월                         | 3월                         | 4월                         | 5월                         | 6월                         | 7월                         | 8월                         | 9월                         | 10월                        | 11월                        | 12월                        | 연간                        |
| ---------------------------------------------------------------------------------------------- | --------------------------- | --------------------------- | --------------------------- | --------------------------- | --------------------------- | --------------------------- | --------------------------- | --------------------------- | --------------------------- | --------------------------- | --------------------------- | --------------------------- | --------------------------- |
| 역대 최고 기온 °C (°F)                                                                         | 17 (63)                     | 22 (71)                     | 28 (82)                     | 33 (92)                     | 38 (100)                    | 43 (110)                    | 44 (111)                    | 43 (110)                    | 40 (104)                    | 34 (94)                     | 26 (78)                     | 21 (70)                     | 44 (111)                    |
| 일평균 최고 기온 °C (°F)                                                                       | 3.8 (38.8)                  | 7.8 (46.0)                  | 13.1 (55.5)                 | 16.8 (62.3)                 | 22.4 (72.3)                 | 27.4 (81.4)                 | 33.7 (92.7)                 | 32.6 (90.7)                 | 26.7 (80.0)                 | 18.2 (64.8)                 | 9.3 (48.8)                  | 3.8 (38.8)                  | 17.9 (64.3)                 |
| 일일 평균 기온 °C (°F)                                                                         | 0.1 (32.2)                  | 3.1 (37.5)                  | 7.3 (45.2)                  | 10.5 (50.9)                 | 15.5 (59.9)                 | 19.9 (67.8)                 | 25.2 (77.3)                 | 24.3 (75.8)                 | 19.1 (66.3)                 | 11.8 (53.2)                 | 4.6 (40.3)                  | 0.1 (32.1)                  | 11.8 (53.2)                 |
| 일평균 최저 기온 °C (°F)                                                                       | −3.6 (25.5)                 | −1.7 (29.0)                 | 1.6 (34.9)                  | 4.2 (39.6)                  | 8.6 (47.5)                  | 12.3 (54.1)                 | 16.6 (61.9)                 | 16.0 (60.8)                 | 11.4 (52.6)                 | 5.3 (41.5)                  | −0.2 (31.7)                 | −3.7 (25.4)                 | 5.6 (42.0)                  |
| 역대 최저 기온 °C (°F)                                                                         | −33 (−28)                   | −26 (−15)                   | −15 (5)                     | −12 (11)                    | −6 (22)                     | −1 (30)                     | 2 (35)                      | 0 (32)                      | −5 (23)                     | −12 (11)                    | −23 (−10)                   | −32 (−25)                   | −33 (−28)                   |
| 평균 강수량 mm (인치)                                                                          | 36 (1.41)                   | 25 (1.00)                   | 34 (1.33)                   | 31 (1.23)                   | 37 (1.45)                   | 19 (0.75)                   | 5.3 (0.21)                  | 4.3 (0.17)                  | 11 (0.43)                   | 21 (0.81)                   | 30 (1.18)                   | 39 (1.54)                   | 292 (11.51)                 |
| 평균 강설량 cm (인치)                                                                          | 13 (5.3)                    | 8.4 (3.3)                   | 3.0 (1.2)                   | 0.25 (0.1)                  | 0.0 (0.0)                   | 0.0 (0.0)                   | 0.0 (0.0)                   | 0.0 (0.0)                   | 0.0 (0.0)                   | 0.25 (0.1)                  | 5.1 (2.0)                   | 14 (5.6)                    | 45 (17.6)                   |
| 평균 강수일수 (≥ 0.01 인치)                                                                    | 11.1                        | 9.1                         | 10.1                        | 9.2                         | 8.4                         | 5.3                         | 2.3                         | 2.1                         | 3.9                         | 6.0                         | 9.7                         | 12.0                        | 89.2                        |
| 평균 강설일수 (≥ 0.1 인치)                                                                     | 5.2                         | 3.3                         | 1.6                         | 0.3                         | 0.0                         | 0.0                         | 0.0                         | 0.0                         | 0.0                         | 0.1                         | 2.2                         | 5.5                         | 18.2                        |
| 평균 상대 습도 (%)                                                                             | 75.0                        | 69.9                        | 59.5                        | 52.3                        | 48.7                        | 44.7                        | 36.1                        | 37.2                        | 45.1                        | 53.6                        | 68.5                        | 74.6                        | 55.4                        |
| 평균 월간 일조시간                                                                             | 109.3                       | 151.9                       | 238.6                       | 281.4                       | 335.5                       | 351.6                       | 399.8                       | 358.8                       | 303.6                       | 238.1                       | 119.6                       | 105.2                       | 2,993.4                     |
| 가능 일조율                                                                                    | 38                          | 52                          | 64                          | 70                          | 74                          | 76                          | 86                          | 83                          | 81                          | 70                          | 41                          | 38                          | 67                          |
| 출처: 미국 해양대기청 (평년값: 1991년~2020년, 극값: 1875년~현재, 상대습도/일조: 1961년~1990년) |                             |                             |                             |                             |                             |                             |                             |                             |                             |                             |                             |                             |                             |

## 인구
다음은 보이시의 인구 변화 추이를 나타낸 것이다. %는 증감률이다.

| 인구조사              | 인구    | Note  | %±     |
| --------------------- | ------- | ----- | ------ |
| 1870년                | 995     |       | —      |
| 1880년                | 1,899   |       | 90.9%  |
| 1890년                | 2,311   |       | 21.7%  |
| 1900년                | 5,957   |       | 157.8% |
| 1910년                | 17,358  |       | 191.4% |
| 1920년                | 21,393  |       | 23.2%  |
| 1930년                | 21,544  |       | 0.7%   |
| 1940년                | 26,130  |       | 21.3%  |
| 1950년                | 34,393  |       | 31.6%  |
| 1960년                | 34,481  |       | 0.3%   |
| 1970년                | 74,990  |       | 117.5% |
| 1980년                | 102,249 |       | 36.4%  |
| 1990년                | 125,738 |       | 23.0%  |
| 2000년                | 185,787 |       | 47.8%  |
| 2010년                | 205,671 |       | 10.7%  |
| 2019 (추산)           | 228,959 | [ 4 ] | 11.3%  |
| U.S. Decennial Census |         |       |        |

## 유명인
- 로버트 애들러, 발명가
- William Agee, 사업가
- 조 앨버트손, 사업가
- Cecil Andrus, 4대 아이다호주지사
- 제임스 지저스 앵글턴
- 크리스틴 암스트롱, 사이클 선수
- 빌 버크너, 야구 선수
- 존 샌포드 콜
- 헤더 콕스
- 프랭크 처치, 미국의 정치인
- John M. Haines
- 마크 그레고리 햄블리, 외교관
- 진 해리스, 재즈 음악가
- 첼시 허슬리
- 호워드 헌터, 종교 지도자
- 에일린 쥬웰, 가수
- 스콧 조젠슨, 예술가
- 딕 켐프선, 주지사
- 조지 케네디, 배우
- 마크 레빈, 재즈 음악가
- Doug Martsch, 음악가
- 보니 맥커럴
- 브렛 넬슨, 음악가
- 레지널드 오웬, 배우
- 톰 페이스, 음악가
- 윌리엄 피터슨, 배우
- 제렛 피터슨, 체육인
- 제이크 플러머, 체육인
- Frank Shrontz, 사업가
- 심플롯, 사업가
- 로버트 스밀리, 주지사
- 게리 스티븐스, 기수
- 커티스 스티저스, 음악가
- 크리스틴 서더랜드, 배우
- 웨인 워커
- Viola S. Wendt, 시인
- 토리 윌슨

## 사진

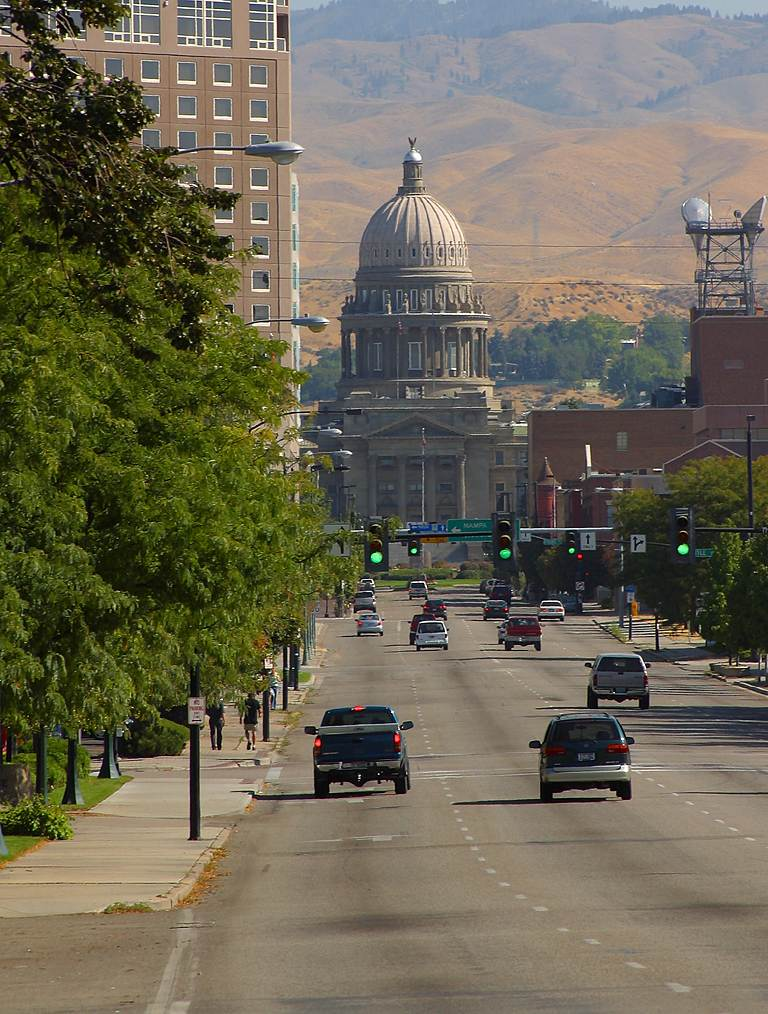
의사당 건물은 보이시에서 세 번째로 큰 건물이다.